# 爆笑問題のバク天!
『爆笑問題のバク天!』（ばくしょうもんだいのバクてん）は、2003年10月11日から2006年3月4日までTBS系列
で毎週土曜19:00 - 19:56（JST）に放送されていたお笑いバラエティ番組。お笑いコンビ・爆笑問題の冠番組でもあった。

## 概要
毎回、視聴者が投稿したおかしくてとんでもない人々を各コーナーで紹介し、これらをレギュラー審査員とゲスト審査員が審査する。一番面白かった作品の投稿者には「バク天大賞」が授与され、賞金10万円や番組キャラクター「バク天くん」グッズが進呈されていた。バカバカしい企画や個性的な人材の発掘により人気を博した。人気コーナーをまとめた書籍も発売された。
改編期などには2時間スペシャルの『大バク天!』が放送された。収録は主にテレビ東京天王洲スタジオ、東京メディアシティ（TMC）内・TBS砧スタジオで隔週火曜日に行われた。
2004年3月20日から5月9日には東京・渋谷スペイン坂に、2004年9月10日からは名古屋に、同年10月22日から12月12日には福岡に、番組ショップ「バク天神社」を出店した。
2006年3月4日放送の『大バク天!12』をもってレギュラー放送を終了した。番組上では最終回終了直前のふかわりょうのギャグが失敗したことにより終わってしまったことになっている。その後2006年9月27日に21時からの2時間枠で、『爆笑問題の大バク天!リターンズ!!』として一夜限りの復活を果たしたが、ここでもふかわの失敗が原因でレギュラー復活できなかったことになっている。

## 出演者

### MC
- 爆笑問題（田中裕二、太田光）
- 川田亜子（当時TBSアナウンサー）

### 歴代のパネリスト
- 関根勤（審査員長、隔週出演）
- 名倉潤（審査員長、隔週出演）
- 井上和香（欠席時は根本はるみが代理出演）
- ユンソナ
- ふかわりょう（番組の設定では仮レギュラーだが、実際には毎週出演している）
- 松尾スズキ（番組開始から3ヶ月で降板）
- 井筒和幸
- 橋下徹（後の大阪市長・大阪府知事、以下の二人と交代で隔週出演）
- 辛酸なめ子（初期は隔週出演→不定期出演）
- 楳図かずお（隔週出演）

### 歴代の若手芸人
- 友近
- ライセンス
- インパルス
- アンガールズ
- 5番6番
- パペットマペット
- 長井秀和
- いつもここから

#### VTRに出演する芸人
- 住谷正樹（レイザーラモンHGの本名）

#### 太田の寸劇に出演する芸人
- ベルナール・アッカ（塩コショー、ニックネーム「梶原」）

#### ナレーション
- 広中雅志
- 森田チアキ

## コーナー説明
初期は、ヘンな友人、ヘンな彼氏彼女、ヘンな学校、ヘンな家族などをライセンス、いつもここから、友近、インパルス、アンガールズ、5番6番が紹介していた。紹介役のお笑いタレントがネタを披露する場合も。
バク天君が行く!
番組キャラクター「バク天くん」人形の口の中にあるカメラに向かって、有名人が他の有名人の秘密を暴露していた。案内役はライセンス。
アホな面白テスト解答
「ヘンな友達」から派生。とにかく笑ってしまうテストの答案用紙の誤答が次々登場。主にインパルスが紹介役を務めていた。『発表!輝くバカテスト大賞』として書籍化された（#関連書籍参照）。
落書き有名人
「アホな面白テスト解答」から派生。有名人に落書きすると違う人に見える落書きを紹介。
ヘンなラブソング
出演者などに向けた思いの詰まったラブソングをVTRで流していた。紹介役はライセンス、もしくはいつもここから。
バックリ日本新記録
視聴者が勝手に記録を作った投稿VTRを、ライセンスもしくは5番6番が紹介していた。
バク天ペット
変わった特技をするペットを、ランキング形式でパペットマペットが紹介していた。
バク天!フォトグランプリ
有名人やモノに勝手に似せた写真を、いつもここからやインパルスが紹介。「自称○○」から派生したコーナー。名倉に似た写真を決める「名倉グランプリ」も。
太田光の一度やっちまいな!!
もともとは「太田光の人間遺産」がコーナーの始まり。視聴者自らが実験台となって作ったVTRや、投稿を元に太田ら出演者が実験台となって実演したVTRを太田が紹介。2時間スペシャルでは、芸能人が実験台になる「一度はやってほしかった」がオンエアされる。「太田光の一度は撮ってみたかった」という、模擬映画紹介コーナーも。このコーナーが、『バク天』のおよそ7割前後を占めていた。
合間に寸劇などが挟まれた。大抵、コーナーの最後に太田が『ゴルゴ13』（初回から2005年3月12日放送までは『ドカベン』）の4コマを披露するが、いつも無理矢理な繋げ方をすることで有名。
- このコーナーから生まれた「ぱらぱら漫画」のコーナーに続いてレイザーラモン住谷が「困っている人を助けるハードゲイ」としてVTRで再登場し、ブレイクしたコーナーでもある。
- 『オールスター赤面申告!ハプニング大賞』の大賞受賞作（眠る時に何匹羊を数えられるか）や、爆笑問題やアンガールズの物真似をした猿の曲芸、「部屋にある物だけでドミノ倒し」等がバク天大賞を受賞していた。
- 小説家の羽田圭介も明治大学在学中に、このコーナー宛てに動画を投稿して採用された経験があり、本人曰く「7回撮って、5回オンエアされた」という。なお、羽田も大学在学中から既に作家活動を行っていたが、動画を投稿する際には作家という経歴は出さず「埼玉県、羽田圭介」と名前だけで出していた。
- コーナー名は当初「太田光の人間遺産」であったがその後「太田光の一度はやってみたかった」と変遷し、番組終了まで放送されていた。現タイトルは映画『キル・ビル Vol.1』でルーシー・リュー演じるオーレン・イシイの台詞「やっちまいな!!」に因むもの。
- なお、太田に嫉妬したインパルスの板倉俊之が仕切るパロディーコーナー「板倉のちょっと一言よろしいかしら?」というコーナーも作られた。

パラパラ日本昔ばなし
ノートの隅や辞書の隅を用いて、パラパラ漫画を作ろうというコーナー。友近が紹介していた。「太田光の一度はやってみたかった」の六法全書パラパラ漫画（2004年8月29日放送分・大賞受賞作品）から派生。
- 過去の作品

1. 歌手の全曲集…桃太郎
2. 中学英和辞典…浦島太郎
3. 古語例解辞典…おむすびころりん
4. 中国語 / 古語例解辞典…笠地蔵
5. 建築基準法令集…笠地蔵
6. 行政書士試験六法…さるかに合戦
7. 集英社文庫『白夜行』…つるのおんがえし
8. ウエスト・サイド物語
9. しりとり風サザエさん

なお、2004年1月8日放送の『大バク天3』での「パラパラ漫画芸能人編」が好評でレギュラーコーナー化され、なかやまきんに君の原案で漫画を描いたレイザーラモン住谷の『バク天』デビュー作にもなった。ちなみにこのコーナーも書籍化もされた（#関連書籍参照）。
恋するハニカメ!
2004年11月27日放送と『大バク天3』での企画。同局の『恋するハニカミ!』がモチーフ。同番組にインパルス・堤下が出演（熊田曜子と共演）したのを嫉妬した相方の板倉が「僕もデートがしたい」と立ち上げた企画。板倉はなめ子と鎌倉をデートした。第2弾は友近と名倉のデートだったが、名倉はまったくのらなかった。
行列のできない店
とある理由で行列がまったく無い店を、友近または長井が紹介。
恐怖のバク天芸人
ゴールデンのテレビでは見られないお笑いタレントを、友近が紹介。（『エンタの神様』に見放された芸人を紹介すると言うコンセプトを持っていた。)
- ただし、ネタは事前にお笑いに厳しい各世代30人にVTRを見せた上で、途中で「これは見たくない」と判断してボタンを押した人が20人に到達した瞬間までの時間だけ放送される。そのため芸人の名前が呼ばれると同時にネタの放送時間も読まれ、30秒ほどなどあまりにも短い時間だとネタ披露前にスタジオから笑いが起きる事もしばしばであった。
- だが、コンセプトとは逆に当時出ていた芸人の中には後に「エンタの神様」等のバラエティ番組に出演していたり、大ブレイクした者もいる。特にコーナー初のネタ完走(ボタンを押した人数が最後まで20人に満たなかった)を果たしたアンガールズはこの番組をきっかけに知名度が上がり、実際にエンタの神様に準レギュラー格で出演したりネタ番組以外にも多数出演したりするほどの大ブレイクを果たした。
- その他にはアホマイルド、浮世絵師、オオカミ少年、おかっぺ、(英)タナカ、ザ・たっち、スパルタ教育、弾丸ジャッキー、ダンシング谷村、椿鬼奴、ドラマチック貞、ネゴシックス、猫ひろし、爆烈Q、原田17才、はんぺん、マイケル、メグちゃん、楽珍トリオ、レッドキング。などが出ていた。

素敵なマダムンサー
川田に嫉妬した視聴者が立ち上げた、「私だってアナウンサーをやりたい!」というマダム（中高年女性）を、実況やニュース読みなど、アナウンサーの仕事に挑戦させる。ライセンスもしくはアンガールズが紹介。なお、沖縄県の具志堅ひで子（アナウンサー）はバク天大賞を2回受賞している。
教えて!ジャンガジャンガ
2005年1月22日放送分から2月26日放送分まで。アンガールズの初レギュラーコーナー。幼稚園児が「ジャンガジャンガしたいこと」を暴露していた（アンガールズはレギュラーになった2004年8月21日放送で、「ジャンガジャンガの輪」という企画を行ったが、KABA.ちゃんにつながってしまい企画が終了した）その企画のなかでアンガールズとジャンガジャンガをしたKABA.ちゃんのテンションがあまりにも低かったため、爆笑問題や出演者が「こんなにテンションが低いKABA.ちゃん初めて見た」とコメントしている。
ちびっこナツメロCDTV
2005年1月22日放送分から2月5日放送分まで。小学生以下が歌うカラオケを、同局の『COUNT DOWN TV』風にバク天君が紹介していた。
ライセンスの体を張って試したいダジャレ
2005年2月5日放送「太田光の一度やっちまいな!」の単発企画をコーナー化。ライセンスの2人が体を張り、ダジャレを繰り出す体当たりロケを行った。明らかに無謀で不可能なダジャレが数多く寄せられており（「氷上で無表情」、「ハブで歯ブラシ」、「館長にカンチョー」など）、その中から厳選してロケを行った。また類似企画として、「バク天くん」の家族が体を張ってダジャレを行うクイズコーナーもあった。ちなみに2005年2月5日の単発企画で取り上げられたのは、「スゲーところでスケート」だった。
バク天感謝祭
2005年4月23日放送から、バク天出演の若手芸人が交代でネタを披露していた演芸コーナー。スタジオでのネタ見せから出張ロケまで、ネタを見せる為なら何でもやっていたコーナー。ネタ切れの為、2005年6月25日に終了となった。
1. アンガールズ（スタジオ）
2. 友近（出張ロケ）
3. インパルス（スタジオ）
4. 5番6番（スタジオ）
5. 太田光&田中卓志（スタジオコント）
6. 板倉俊之&田中裕二（スタジオコント）
7. 田中卓志&田中裕二（スタジオコント）
8. 太田光&堤下敦（スタジオコント）
9. 名倉潤&友近（スタジオコント）

どっちがオンチ?
2005年4月23日放送分から企画スタート。元はアンガールズの「ネタを作る作らない」で口論となり、決着をつける為に始まった。太田チームと田中チームに分かれて対決を行い、先に5勝したチームには4月1日に放送された『オールスター赤面申告!ハプニング大賞』の大賞で獲得した賞金200万円を山分けできた。コーナー司会は川田。
- 太田軍（ボケチーム）：太田光、ふかわりょう、ライセンス藤原、5番6番猿橋、友近、インパルス板倉、アンガールズ田中、
- 田中軍（ツッコミチーム）：田中裕二、パペットマペット、アンガールズ山根、ライセンス井本、インパルス堤下、5番6番樋口、井上和香、ユンソナ、名倉潤（関根勤）

どっちが金銭感覚オンチ?ゲーム
金額に関するクイズを出題し、答えと正解の差額の分だけ針のついたバク天くん人形の乗ったトロッコが固定された風船に向かって動き、差額10万円を超えると風船が割れてそのチームの負け。
キャッチ&強制暴露トークゲーム
5月21日から登場したゲーム。まず、攻撃するチームのキャプテンがセンターのボックスよりお題の書かれたボールを引き、相手チームの一人を指名して屋根の上に投げ込み、指名された人がキャッチ。指名＆キャッチを繰り返す。ボールを落とした時はお題に回答し、正しく回答できればクリアー、回答出来ない場合は自分のチームにバツがつき、ボールをぶつけられる。何も書いてないボール（チャンスボール）を引いた場合は引いた人がお題を発表し、ボールを取れなかった人が答えた。開始当初はバツが多いチームの負けだったが、6月2日放送分からバツがついたメンバーのいるチームの負けに変わった。
しかし、7月放送分を最後に突然コーナーが消滅してしまい200万は宙に浮くことになった。
バク天!ラブ検
2005年9月3日スタート。出演者が思う4つの恋愛シチュエーションの中の良いものを、100人の若者にインタビューし決めていた。1位は「ラブ検定1級」（以下、2位は2級、3位は3級）、最下位は「ラブ検定ダメ級」が与えられていた。
2005年11月12日からは、自分の回答をその場で発表する形に変更され、最下位（ブサイ級）は罰ゲームとしてHGからブサイク固めを受けていた。
太田光の4コマ劇場
「太田光の一度やっちまいな!!」もしくは番組の最後に行われる、元々は太田光の一度やっちまいな!!にあった「『あしたのジョー』を4コマにまとめてみた」という投稿が由来のコーナー。人気の漫画から各コマを抜き出し、太田が4コマ漫画に仕立て上げて発表するというもの。初期は『あしたのジョー』、『ドカベン』。後期は『ゴルゴ13』から作られた。一部では最も人気の高く、長く続いたコーナーである。基本的に直前のコーナーの内容から強引に「引き」を作る事が多い。

## PTAの評価
『親が子供に見せたくない番組』第10位

2005年度「子供とメディアに関する意識調査」（日本PTA全国協議会主催）より

## スタッフ
- オープニングテーマ：「ロケットガールズ」コンコンジャンプ
- エンディングテーマ：「ラッキー」コンコンジャンプ
- 構成：おちまさと、高橋洋二、都築浩、鮫肌文殊、樋口卓治、中野俊成、とちぼり元、秋葉高彰、野口悠介、渡辺勝彦、寺田智和、島津秀泰、西野直樹、林賢一、安部裕之、鈴木達也/田中直人
- ナレーター：広中雅志、森田チアキ
- イラスト：本秀康
- TM：中澤健
- TD：丹野至之
- VE：島貫洋、佐藤公幸
- カメラ：秋本新一
- 音声：尾崎宗弘、森和哉
- 照明：高木亘、近藤明人
- ロケ技術：八峯テレビ
- 美術プロデューサー：相野道生
- 美術デザイン：坂根洋子
- 美術制作：渡邊秀和
- 装置：森田正樹、館山道雄
- 装飾：安藤豪
- 電飾：井上大華
- 大道具操作：福田良二
- 特殊装置：春日公一
- メカシステム：庄子泰広
- アクリル装飾：渡辺卓也
- 衣裳：軽石真央
- 持道具：貞中照美
- ヘアメイク：伊藤杏奈
- スタイリスト：植田雅恵
- 編集：丸山祐介、比留間映介
- MA：岩野博昭
- 音効：幾代学、佐藤賢治、田中健
- CG：オフィス・ディーレンジ
- ホームページ制作：システム四季
- TK：城真弓
- 振付け：菊地ヒロユキ
- 宣伝：小林恵美子（TBSテレビ）
- デスク：松崎由美
- 衣裳協力：Van Cleef & Arpels、colet te jnolow、TAKEO KIKUCHI、Calvin Klein、GRACE CONTINENTAL、ABISTE、Jipijapa、CHIE
- 協力：東通、アックス、IMAGICA、日音、SPOT、緑山スタジオ・シティ
- AP：田中眞理子（IVSテレビ制作）、出水裕子
- AD：小林恵美、有田直美、高橋良郎、斉藤貴次、河野安治、牧田安弘、大橋友寛、吉川美由紀、近藤花央、中出靖彦、渋谷智子
- ディレクター：重藤尚志（TBSテレビ）、萩原博喜（IVSテレビ制作）、岡宗秀吾、小林大吾、和田英智、伊豆原聡、黄地久美子（TBSテレビ）、多田隆人（IVSテレビ制作）、前島隆昭、野口幸一
- 演出：坂本義幸（TBSテレビ）、佐藤基（IVSテレビ制作）、野澤尚弘（IVSテレビ制作）、篠塚純（TBSテレビ）
- 総合演出：合田隆信（TBSテレビ） → 平田さおり（TBSテレビ、以前は演出）
- プロデューサー：吉田裕二（TBSテレビ）、錦信次（IVSテレビ制作）/長尾忠彦（IVSテレビ制作）
- チーフプロデューサー：戸高正啓（TBSテレビ、以前はプロデューサー → 一時離脱）
- 制作協力：IVSテレビ制作
- 制作：TBSテレビ ← TBSエンタテインメント
- 製作著作：TBS

## 関連書籍
- 『発表！輝くバカテスト大賞―爆笑問題のバク天！』（バク天！総合研究所 著、小学館、ISBN 978-4091061768、2004年7月発売）
- 『爆笑問題のバク天！ぱらぱら日本昔ばなし 第1集』（バク天！総合研究所 著、宝島社、ISBN 978-4796644877、2005年2月17日発売）